# Province ecclésiastique de Bourges
La province ecclésiastique de Bourges est une ancienne province ecclésiastique de l'Église catholique romaine, dont le siège était à Bourges.
Existant depuis le IIIe siècle ou le IVe siècle, elle a disparu lors de la réforme de 2002.

## Description
Bourges était la préfecture de l'Aquitaine première, et cette situation en a fait l'Église métropolitaine pour un secteur correspondant à l'Auvergne et au Berry.
Au XIVe siècle, deux diocèses viennent se rajouter. En 1676 la province de Bourges jugée trop vaste est démembrée avec l'accord du roi Louis XIV et de l'archevêque de Bourges Michel Poncet de La Rivière par la création d'une province ecclésiastique d'Albi. Cf. Circonscriptions catholiques françaises en 1748. La province de Bourges comprend, à la veille de la Révolution, les diocèses de Bourges, Clermont, Limoges, Saint-Flour et Tulle. Le diocèse du Puy-en-Velay, bien qu'ayant son siège à l'intérieur du territoire de la province, relevait directement du pape.
Dans le concordat de 1801, la province de Bourges ne comprend plus que quatre diocèses : Bourges, Clermont, Limoges et Saint-Flour. 
Les diocèses du Puy-en-Velay et de Tulle, restaurés en 1822, lui sont rattachés.
Une ultime réforme, en 1966, élargit vers le nord la province de Bourges qui comprend désormais les diocèses de Blois, Bourges, Chartres, Clermont, Limoges, Le Puy-en-Velay, Orléans, Saint-Flour et Tulle.
La province est finalement démembrée en 2002 et les diocèses qui la composaient sont répartis dans les provinces de Clermont, Poitiers et Tours.
Bourges est désormais suffragant de Tours mais a gardé son titre archiépiscopal.